# Мумджу, Угур
Угу́р Мумджу́ (тур. Uğur Mumcu; 22 августа 1942, Кыршехир — 24 января 1993, Анкара) — турецкий журналист.

## Биография
Был третьим из четырёх детей в семье. Окончил в Анкаре школу, затем, в 1965 году, факультет права Анкарского университета. С 1965 по 1969 годы работал по специальности. Затем до 1972 года работал в университете Анкары.
После государственного переворота, произошедшего в Турции в 1971 году, Мумджу был арестован. В заключении он подвергался пыткам. Позднее Мумджу утверждал, что пытавшие его люди сказали ему: «Мы — контргерилья. Даже президент республики не может ничего сделать нам».
С 1974 году вёл колонку в издании «Yeni Ortam», с 1975 — в «Cumhuriyet».

### Личная жизнь
Был женат на Неджле Гюлдал, у них было двое детей, Озгюр и Озге.

## Деятельность
Занимался журналистскими расследованиями. Опубликовал ряд книг. На момент смерти занимался исследованием связей Рабочей партии Курдистана с Национальной разведывательной организацией (MIT).
Незадолго до гибели Мумджу занимался расследованием того, как 100 тысяч единиц огнестрельного оружия, принадлежавших вооружённым силам Турции, оказались в распоряжении Джаляля Таалабани — одного из лидеров иракских курдов. Через 25 дней после смерти Мумджу в результате авиакатастрофы погиб генерал Эшреф Битлис, также занимавшийся расследованием этого дела. 8 января 1993 года Мумджу опубликовал в газете «Cumhuriyet» статью «Ültimatom», в которой он заявил, что вскоре он опубликует книгу, в которой раскроет связь между курдскими националистами и некоторыми разведывательными организациями.
По словам его сына, Озгюра Мумджу, 27 января 1993 года Угур Мумджу должен был встретиться с бывшим прокурором Баки Тугом. Угур Мумджу хотел обсудить с ним возможные связи лидера турецких курдов Абдуллы Оджалана с MIT. В 1972 году, когда Оджалан учился в университете Анкары, он совместно с группой студентов был арестован. Их дело вёл Баки Туг. Через некоторое время ему пришло распоряжение из MIT выпустить всех арестованных, поскольку один из них является агентом MIT. Позднее Баки Туг заявил, что не может вспомнить, кто из арестованных являлся агентом MIT.

## Гибель
24 января 1993 года Угур Мумджу вышел из дома и сел в свою машину марки Renault 12. Когда он завёл её, произошёл взрыв. Бомба была изготовлена из C-4.
Убийство не раскрыто; по различным версиям, за убийством Мумджу могли стоять: глубинное государство, ЦРУ, Моссад, Иран или JITEM.